# Rameau musculaire du nerf périnéal
La branche musculaire du nerf périnéal est un nerf moteur du périnée.

## Origine
La branche musculaire du nerf périnéal est une branche du rameau profond du nerf périnéal. Elle sort du canal pudendal en perforant sa paroi médiale.

## Zone d'innervation
La branche musculaire du nerf périnéal innerve le muscle périnéal transverse superficiel, le muscle bulbo-spongieux, le muscle ischio-cavernosus, le muscle élévateur de l'anus et le muscle sphincter externe de l'anus.